# اتین ماتلر
اتیِن ماتلر (به فرانسوی: Étienne Mattler) بازیکن فوتبال و مدافع اهل فرانسه است که از سال ۱۹۳۰ تا ۱۹۴۰ میلادی عضو تیم ملی فوتبال فرانسه بوده‌است. وی در ۴۶ بازی ملی حضور داشته‌است و در بازی‌های ملی‌اش گلی به ثمر نرساند.